# Gaetano Mario Columba
Gaetano Mario Columba (Sortino, 7 dicembre 1861 – Palermo, 22 novembre 1947) è stato uno storico e politico italiano.

## Biografia
Laureato in lettere all'Università di Palermo nel 1887, è stato professore ordinario di Storia antica all'Università degli Studi di Padova e di Palermo. In quest'ultima università ha ricoperto i ruoli di preside della facoltà di lettere e filosofia e rettore. 
Ha fatto parte dell'Accademia di scienze, lettere ed arti di Palermo e della Società siciliana per la storia patria. Da senatore si è occupato principalmente dei problemi della pubblica istruzione nelle regioni meridionali.